# Ostrów Lubelski
Ostrów Lubelskiⓘ é um município no leste da Polônia. Pertence à voivodia de Lublin, no condado de Lubartów. É a sede da comuna urbano-rural de Ostrów Lubelski.
Estende-se por uma área de 29,8 km², com 2 067 habitantes, segundo o censo de 31 de dezembro de 2021, com uma densidade populacional de 69,4 hab./km². Situa-se 25 km a leste de Lubartów, 21 km ao sul de Parczew, 25 km ao norte de Łęczna e 41 km a nordeste de Lublin. Está localizado no rio Tyśmienica, na planície de Łęczyńsko-Włodawa. Nos limites da cidade, a 1 km do centro da cidade, encontra-se o lago Municipal com uma área de 49,5 hectares e uma profundidade de 2,2 m.
Deve o seu nome à sua localização geográfica, pois “ostrów” na língua eslava antiga significava “ilha”.
Historicamente, está localizado na Pequena Polônia (inicialmente na região de Sandomierz e depois na região de Lublin). A cidade real de Ostrów estava localizada na segunda metade do século XVI no condado de Lublin da voivodia de Lublin.
Na Idade Média, nos anos 1386−1611, a Trilha Jaguelônica percorria a cidade.
Nos anos de 1975 a 1998, a cidade fazia parte administrativamente da voivodia de Lublin.

## História

### Séculos XV-XX
A primeira menção da aldeia de Ostrów remonta a 1441. Segundo o relato do bispo Zbigniew Oleśnicki, antes de 1423, as partes pelas quais ele viajou com Ladislau II Jagelão para a Lituânia eram pantanosas, arborizadas e desabitadas. Em 1442 foi criada uma paróquia.
Até 1531, pertenceu a Zaklików, posteriormente propriedade de Jan Gabriel Tęczyński, que em 1547 mudou, entre outros, Ostrów para aldeias reais. Em 25 de janeiro de 1548, Sigismundo, o Velho, concedeu os direitos de cidade à vila de Ostrów Lubelski. A fundação da cidade deveria ser realizada conforme a lei de Magdeburgo. Desde então, Ostrów − como uma cidade real − estava sujeita à autoridade do rei, que era exercida em seu nome pelo starosta de Parczew. Em 1657, Ostrów foi quase completamente destruída por um incêndio. Na virada das décadas de 1680 e 1690, Ostrów tinha mais de 2 100 habitantes. Desenvolveu-se o artesanato (entre os artesãos, cervejeiros, feirantes, peleteiros, alfaiates, sapateiros e padeiros). Como uma cidade real, Ostrów sobreviveu até 1864, quando o governo russo a renomeou como uma comuna de assentamento.
Durante a Primeira Guerra Mundial, em 1915, durante a retirada do exército russo, a cidade de madeira foi incendiada: 512 edifícios residenciais, de 822 registrados (a partir de 1914), foram destruídos. Como resultado do incêndio causado pelos russos, as igrejas católica e ortodoxa também foram danificadas.
Em 1918, após reconquistar a independência, os habitantes solicitaram às autoridades polonesas a restauração dos direitos de cidade. Ostrów os recuperou em 4 de fevereiro de 1919.

### Segunda Guerra Mundial

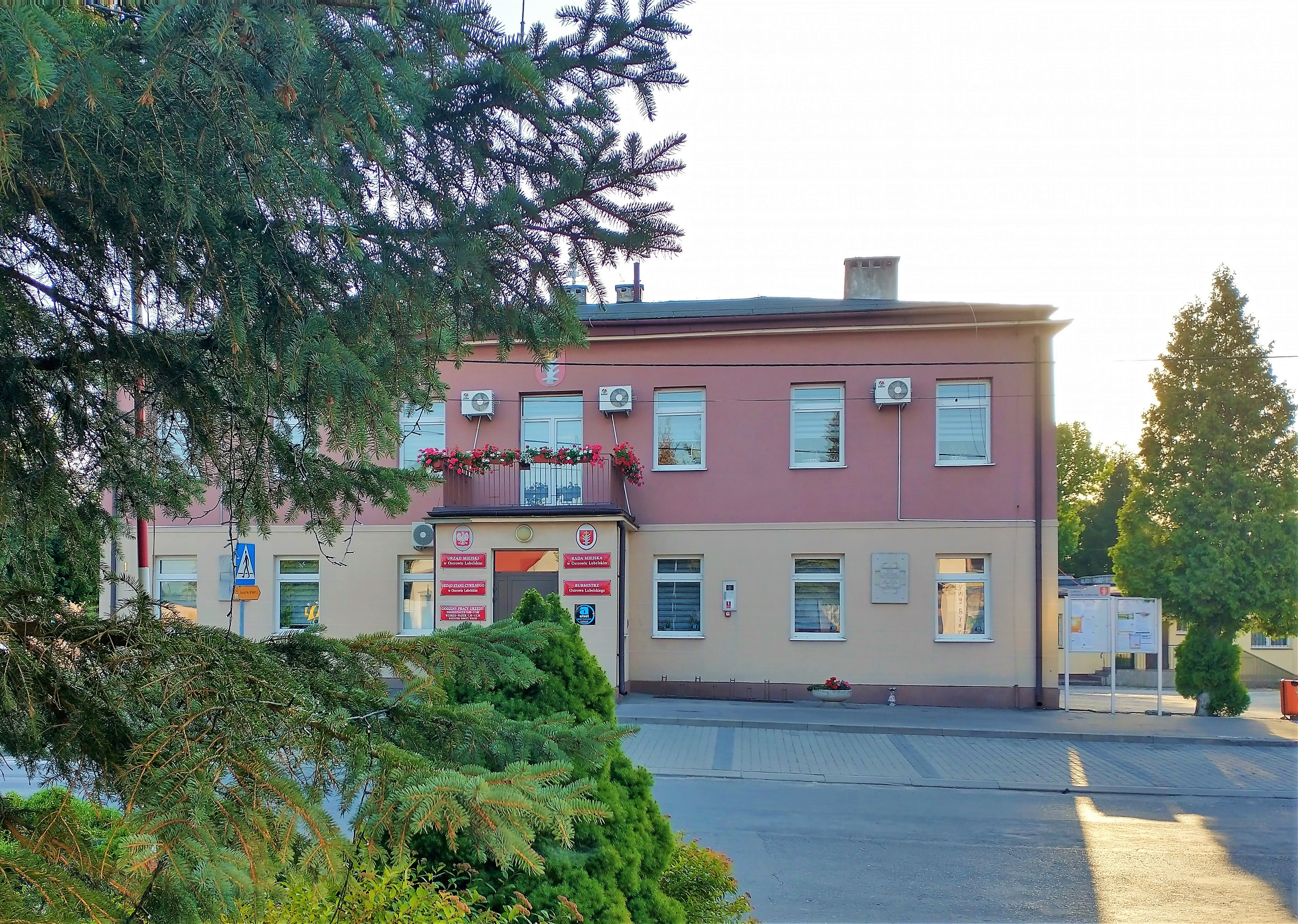
Prefeitura

Antes da guerra, uma grande porcentagem da população de Ostrów era judia, e todos pereceram durante a ocupação alemã no Holocausto.
Durante a Segunda Guerra Mundial, Ostrów era conhecida como um centro de atividade partisan da Guarda do Povo do Partido dos Trabalhadores poloneses (mais tarde Exército do Povo) e dos Batalhões Camponeses. Em 17 de dezembro de 1942, uma filial da Guarda do Povo, General Józef Bem (desde a primavera de 1943 em homenagem a Adam Mickiewicz) sob o comando de um ex-prisioneiro de guerra soviético, tenente sênior Fiodor Kowalow, pseudônimo “Teodor Albrecht” ocupou a cidade destruindo a delegacia. Devido à ameaça partisan, os alemães mudaram todos os seus escritórios na cidade, bem como a gendarmaria e as delegacias da polícia polonesa do Governo Geral para um único prédio − a escola da cidade. Em outubro de 1943, uma unidade da Guarda do Povo, sob o comando do tenente Jan Dadun, pseudônimo “Janusz” realizou uma ação para libertar um grupo de detidos da prisão local (incluindo combatentes da Guarda do Povo e ativistas do Partido dos Trabalhadores poloneses). Os alemães, sob a ameaça de explodir a prisão, libertaram os prisioneiros. Em retaliação, os nazistas executaram publicamente 9 moradores da cidade em frente à prefeitura. Em 6 de janeiro de 1944, na cidade, os alemães emboscaram o comando do IV Distrito do Exército do Povo. Em uma batalha feroz, o comandante do Distrito, Józef Szymanek, pseud. “Pochroń”, comandante do 1.º Batalhão do Exército do Povo, capitão Jan Holod pseud. “Kirpiczny” e o secretário distrital do Partido dos Trabalhadores poloneses, Kazimierz Tkaczyk, foram mortos. Em 23 de janeiro de 1944, a cidade foi novamente ocupada pela unidade do Exército do Povo, comandada pelo tenente Franciszek Woliński, pseud. “Franek” (nomeado em fevereiro como o novo comandante do Distrito). Os guerrilheiros na força de 30 pessoas destruíram os correios, o escritório da comuna e bombardearam a estação da gendarmaria. Em março de 1944, a cidade tornou-se a sede do clandestino Partido dos Trabalhadores poloneses, do condado e Conselho Nacional da cidade. Stanislaw Pluch, conhecido como “Lemiesz”, foi eleito prefeito clandestino da cidade. Uma das primeiras ações da Câmara Municipal foi pendurar na cidade cartazes ameaçando de morte os ocupantes que participaram da demolição de casas pós-judaicas na cidade. Em 6 de maio de 1944, ocorreu uma batalha nos arredores da cidade entre as tropas alemãs e vários pelotões da Brigada do Exército do Povo Jan Holod do norte de Lubelszczyzna, que veio à cidade para impedir a ação de queimar prédios da cidade pelos alemães. Na luta, os alemães usaram artilharia e morteiros, mas acabaram recuando para Lubartów. No mesmo dia, a Brigada Jan Holod, do capitão Aleksander Skotnicki, pseud. "Zemsta", que estava a caminho do sul de Lublin, passou pela cidade e incorporou permanentemente o pelotão dos Batalhões Camponeses de Zygmunt Goławski “Niwy” e o pelotão do Exército Nacional “Zbyszka”. O comando do agrupamento foi assumido pessoalmente pelo comandante do Segundo Distrito do Exército da Pátria, tenente-coronel Mieczysław Moczar, pseud. “Mietek”. A ocupação alemã terminou em 21 de julho de 1944.
Por resolução do Presidium do Conselho Nacional de 19 de agosto de 1946, Ostrów Lubelski foi condecorada com a Ordem da Cruz de Grunwald, 3.ª classe, por “méritos notáveis na luta contra o inimigo”.

## Demografia
Conforme os dados do Escritório Central de Estatística da Polônia (GUS) de 31 de dezembro de 2022, Ostrów Lubelski é uma cidade muito pequena com uma população de 1 976 habitantes (42.º lugar na voivodia de Lublin e 871.º na Polônia), tem uma área de 29,8 km² (11.º lugar na voivodia de Lublin e 187.º lugar na Polônia) e uma densidade populacional de 66 hab./km² (51.º, último lugar na voivodia de Lublin e 950.º lugar na Polônia). Nos anos 2002–2021, o número de habitantes diminuiu 3,7%.
Os habitantes de Ostrów Lubelski constituem cerca de 2,27% da população do condado de Lubartów, constituindo 0,10% da população da voivodia de Lublin.
| Descrição                         | Total      | Total    | Mulheres   | Mulheres | Homens     | Homens   |
| --------------------------------- | ---------- | -------- | ---------- | -------- | ---------- | -------- |
| unidade                           | habitantes | %        | habitantes | %        | habitantes | %        |
| população                         | 1 976      | 100      | 1 045      | 52,9     | 931        | 47,1     |
| superfície                        | 29,8 km²   | 29,8 km² | 29,8 km²   | 29,8 km² | 29,8 km²   | 29,8 km² |
| densidade populacional (hab./km²) | 66         | 66       | 34,9       | 34,9     | 31,1       | 31,1     |

## Economia

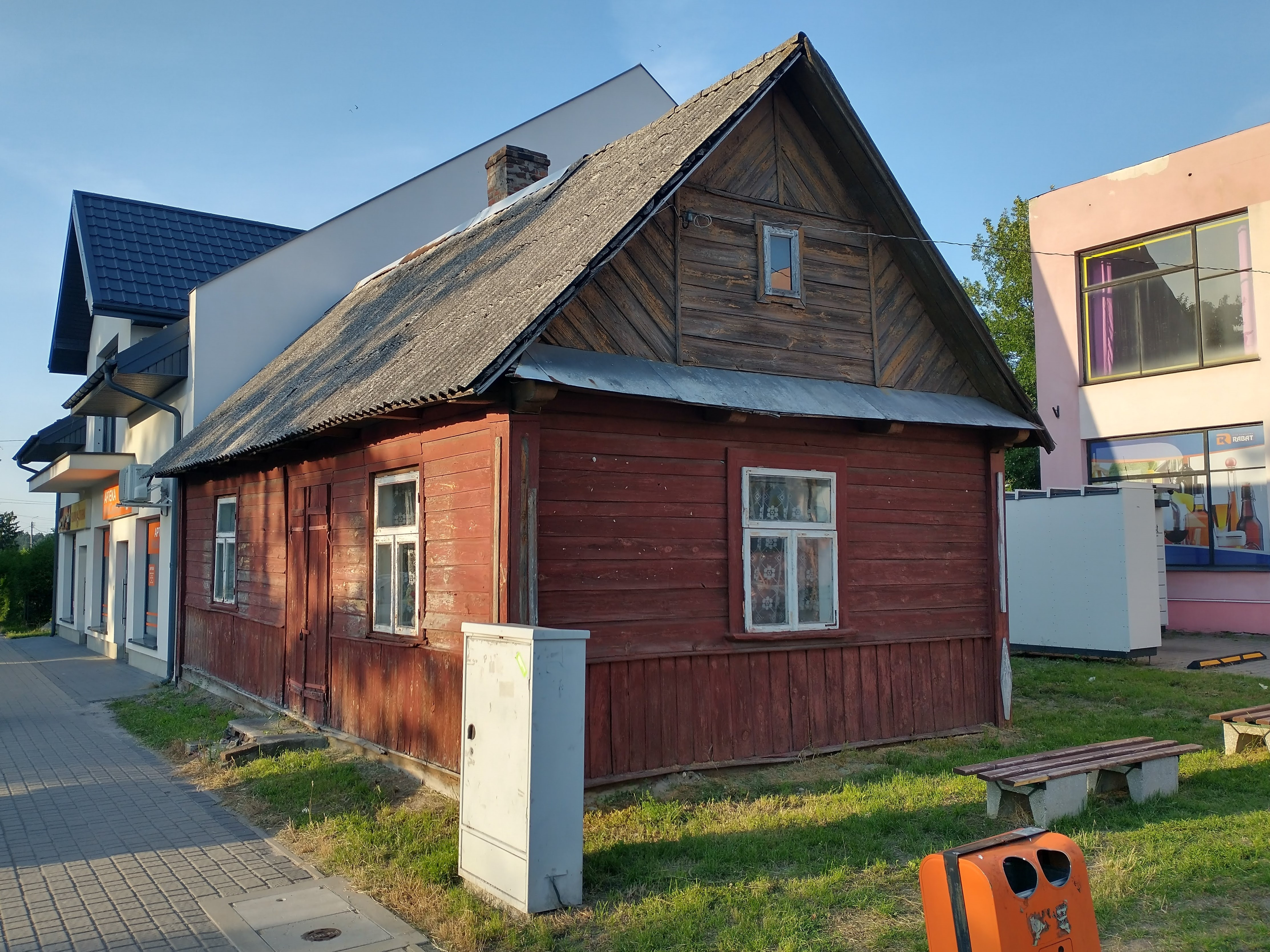
Arquitetura de madeira no centro

Atualmente, a cidade e a comuna têm condições favoráveis para o desenvolvimento da transformação agroalimentar com base em matérias-primas próprias. O turismo é de grande importância para a cidade.

## Transportes
Ostrów Lubelski tem conexões diretas de ônibus com Lublin e Lubartów.[19] Elas são operadas por empresas privadas.
Estradas provinciais que atravessam a cidade:
- Estrada provincial n.º 813 − Międzyrzec Podlaski − Parczew − Ostrów Lubelski − Podzamcze
- Estrada provincial n.º 821 − Tarło − Kaznów − Ostrów Lubelski

Estações de trem mais próximas:
- Tarło − 13 km pela linha n.º 30
- Lubartów − 22 km pela linha n.º 30
- Lublin − 43 km pela linha n.º 7

Aeroportos mais próximos:
- Aeroporto de Lublin − 45 km
- Pista de Parczew-Hospital − 21 km
- Pista privada Dębowa Kłoda − 17 km

## Monumentos históricos

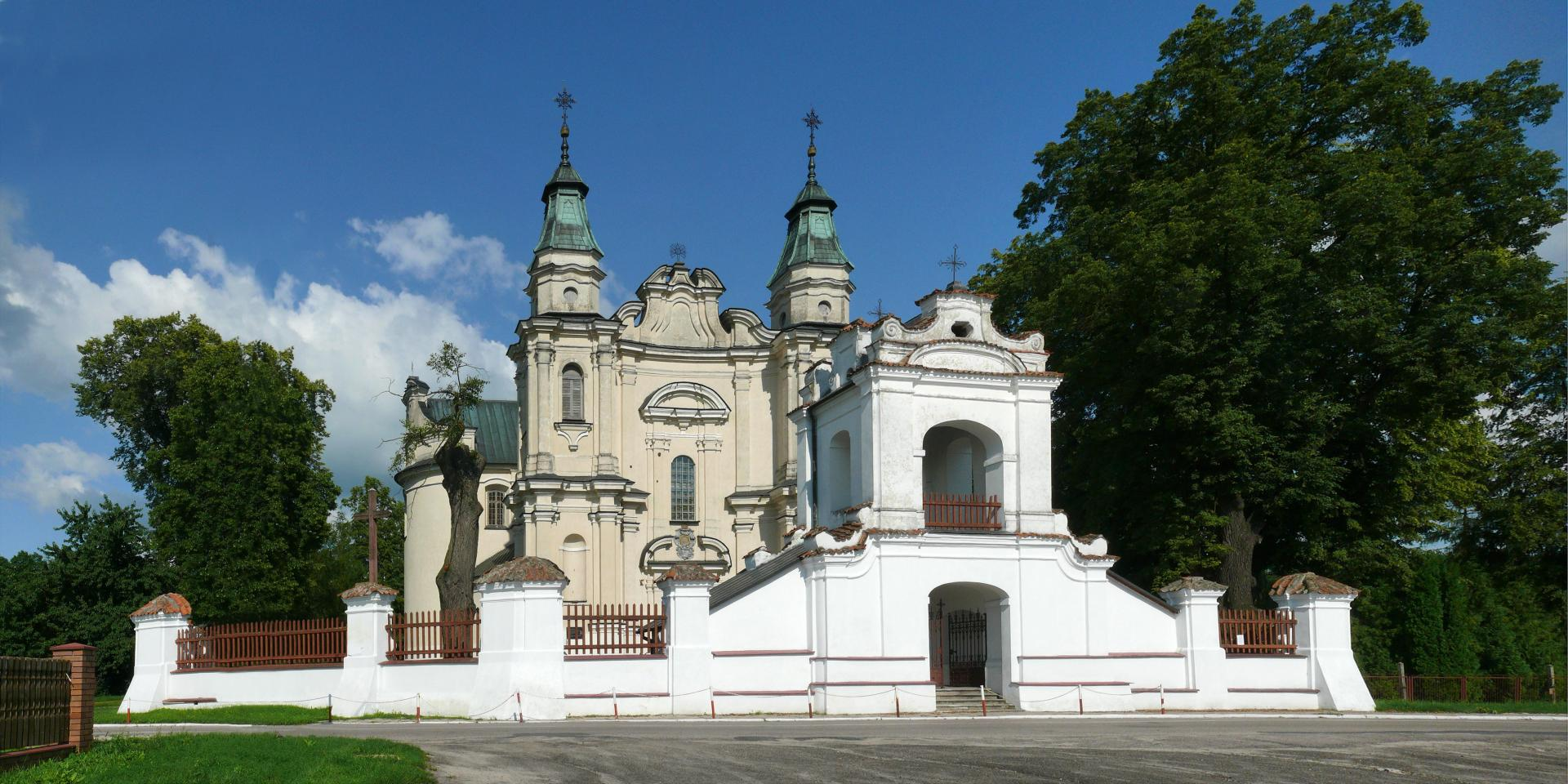
Igreja da Imaculada Conceição da Bem-Aventurada Virgem Maria (1755)

- Igreja da Imaculada Conceição da Bem-Aventurada Virgem Maria[21]
- Santuários (incluindo o Santuário de Nossa Senhora de Leżajsk)[21]
  - Capela de pilares do barroco tardio da Bem-Aventurada Virgem Maria da Imaculada Conceição de finais do século XVIII[22]
- Casas de madeira do início do século XX[21]

## Educação
- Jardim de infância municipal[23]
- Escola primária João Paulo II[24]
- Complexo escolar em Ostrów Lubelski[25]

## Comunidades religiosas
- Igreja Católica de Rito Latino:
  - Igreja da Imaculada Conceição da Bem-Aventurada Virgem Maria[26]